# مريزيق
مريزيق هي بلدة ومركز جماعة مريزيق القروية في إقليم سطات ضمن جهة الشاوية ورديغة بالغرب المغربي. كان مجموع عدد سكان الجماعة 8 876 نسمة.(تعداد السكان الرسمي 2004)